# Hasslar
Hasslar (Corylus), hasselsläktet, är ett släkte träd och buskar med cirka 15 arter i familjen björkväxter. Typarten är hassel (Corylus avellana). Släktet förekommer i den tempererade delen av norra halvklotet.

## Arter
- Corylus americana
- Hassel (Corylus avellana)
- Corylus chinensis
- Corylus colchica
- Turkisk hassel (Corylus colurna)
- Corylus colurnoides
- Amerikansk näbbhassel (Corylus cornuta)
- Corylus fargesii
- Corylus ferox
- Corylus heterophylla
- Corylus jacquemontii
- Filberthassel (Corylus maxima)
- Corylus potaninii
- Näbbhassel (Corylus sieboldiana)
- Corylus wangii
- Corylus wulingensis
- Corylus yunnanensis

## Hybrider
- Hybridhassel (C. avellana × maxima)

## Bildgalleri

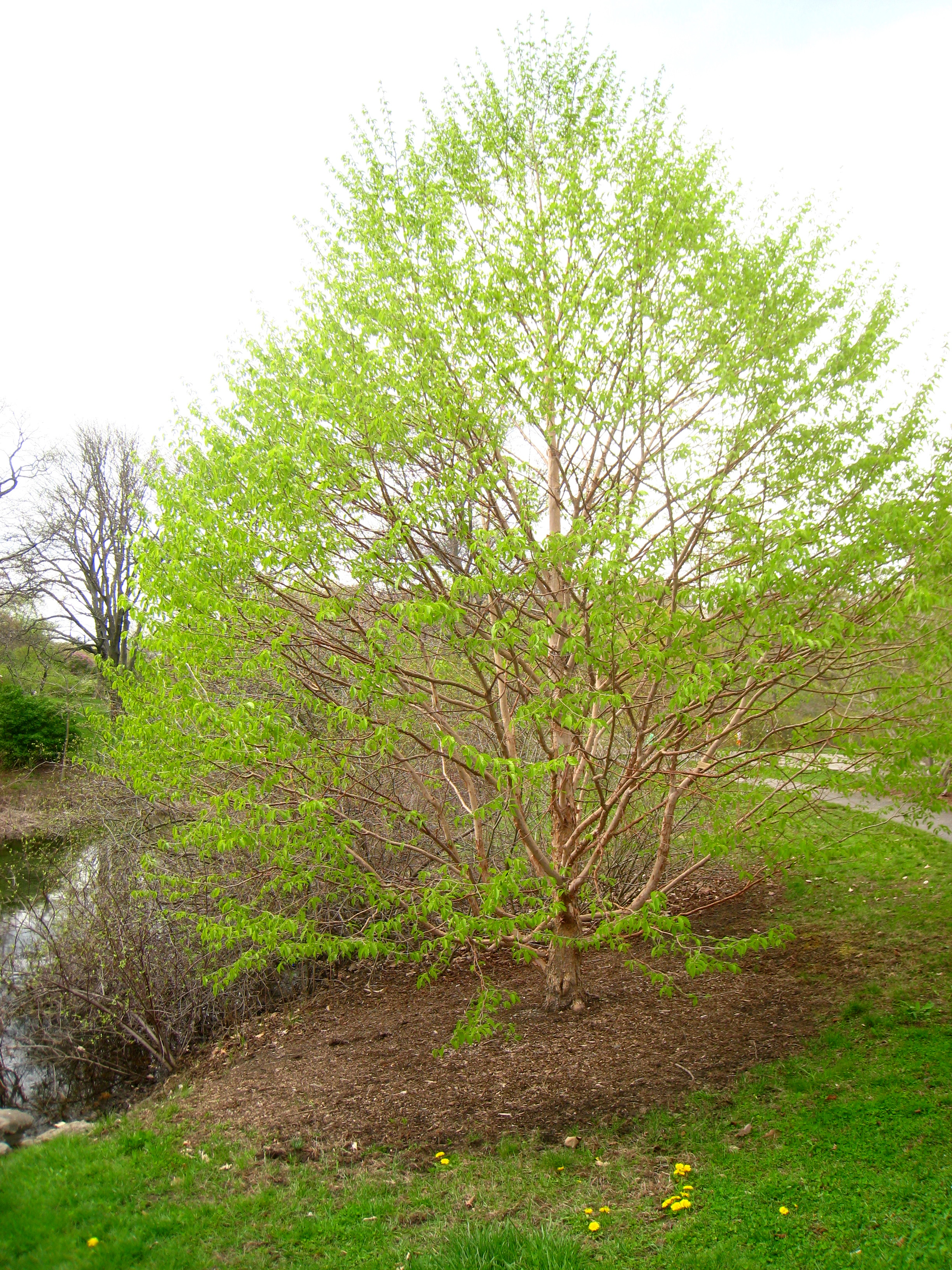
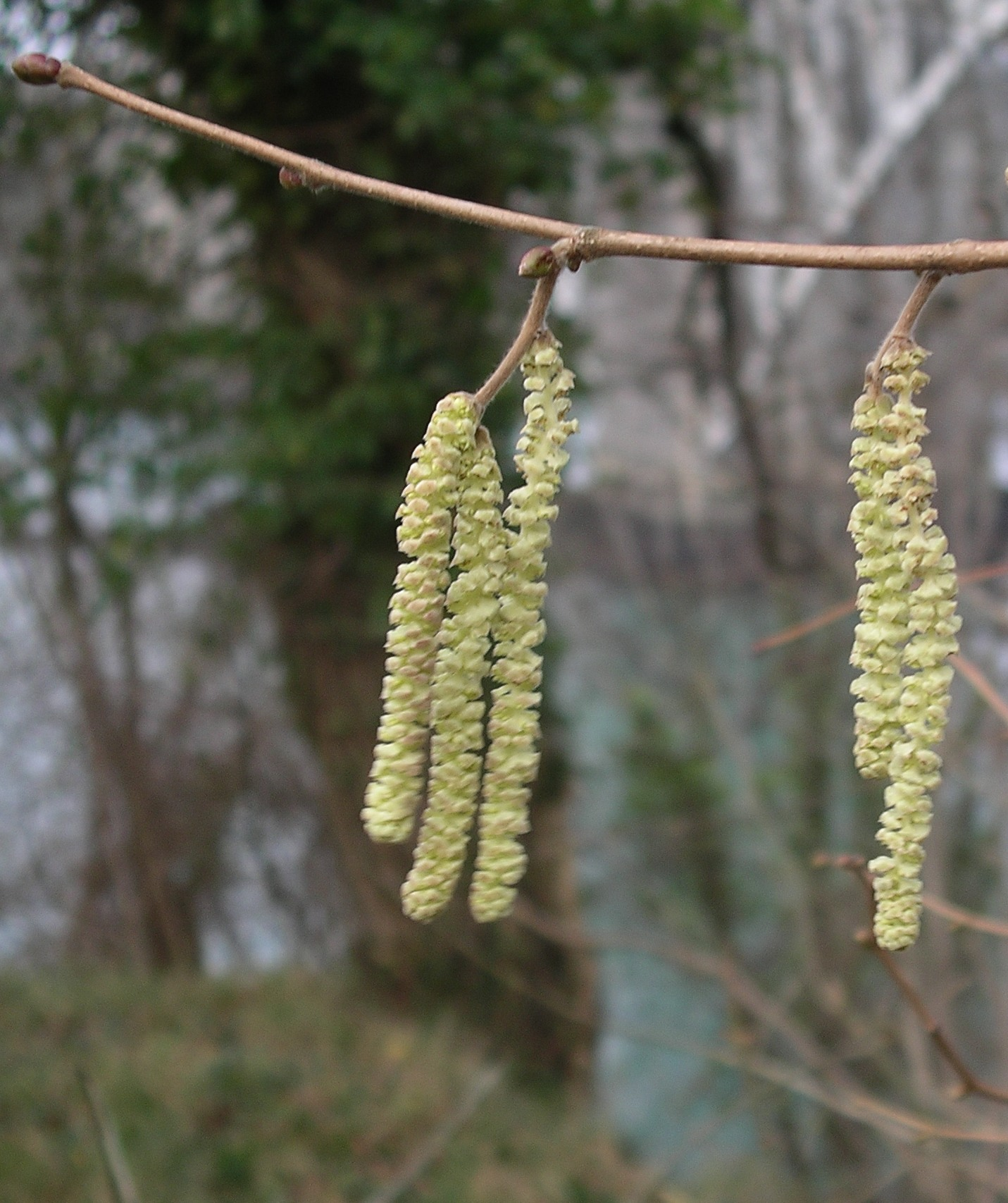
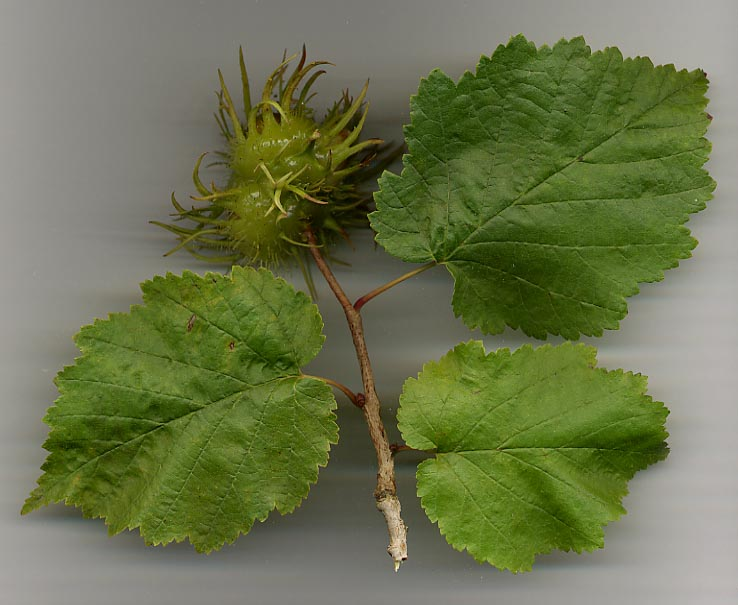
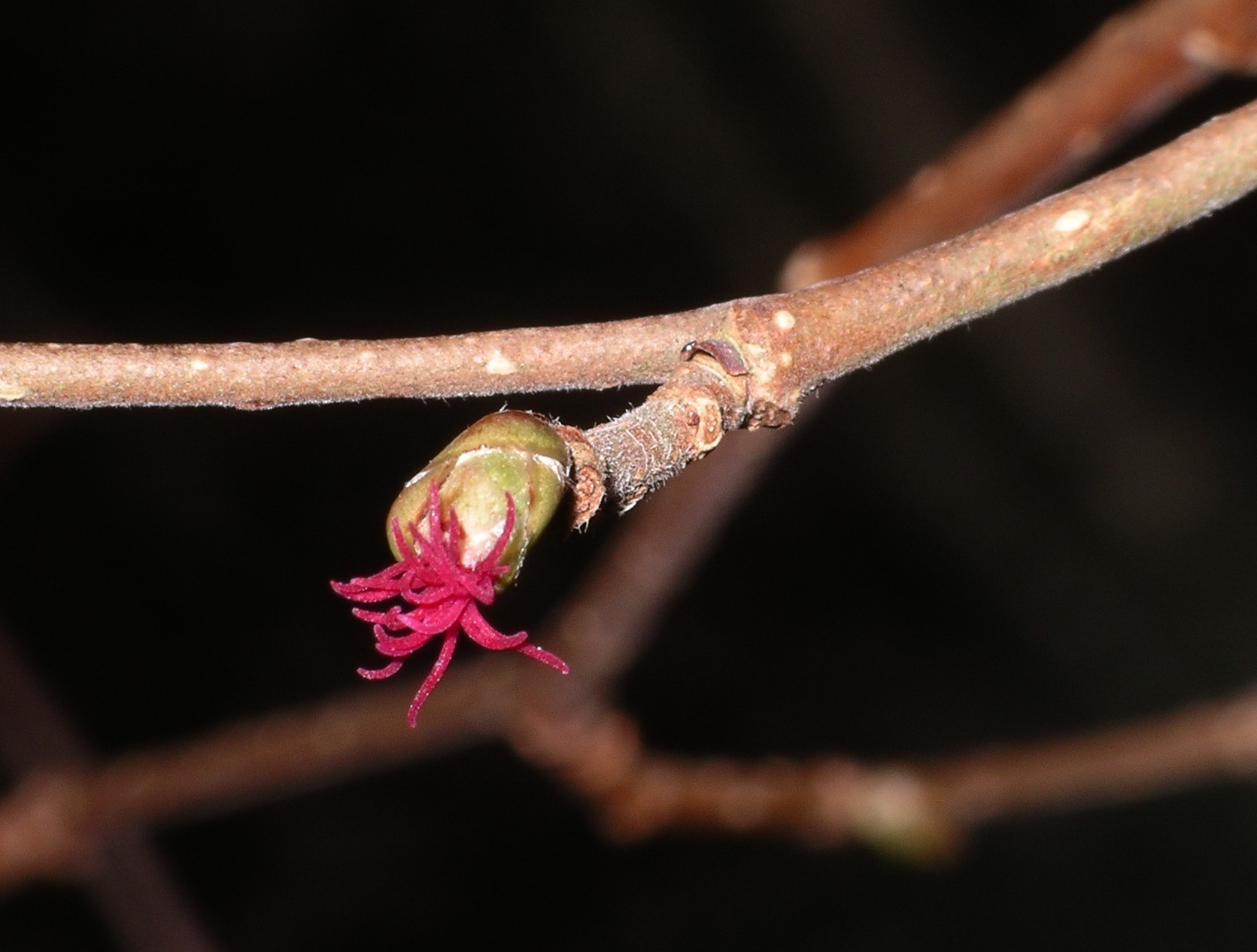
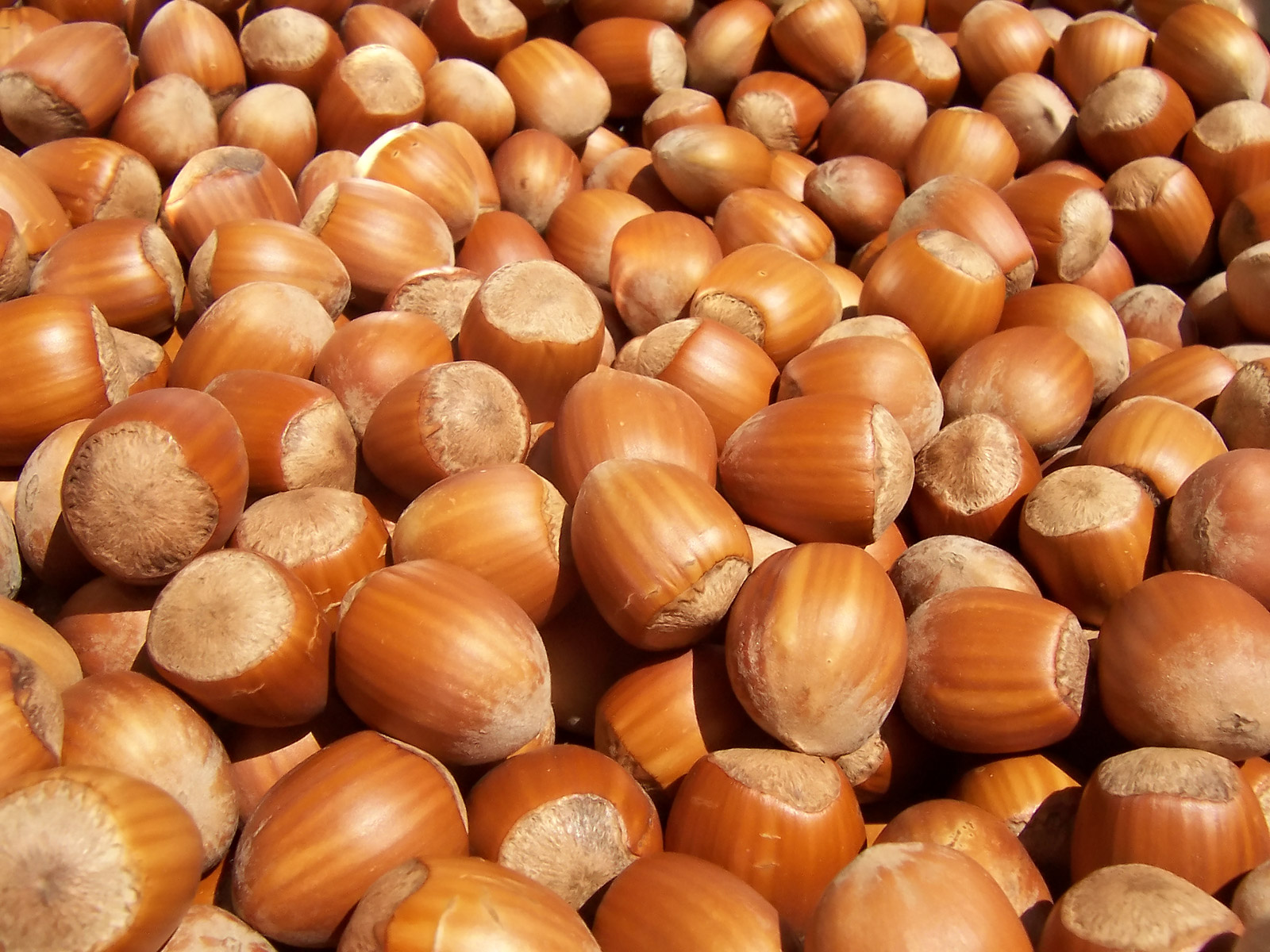